# (16447) Vauban
(16447) Vauban est un astéroïde de la ceinture principale.

## Description
(16447) Vauban est un astéroïde de la ceinture principale. Il fut découvert par Eric Walter Elst le 3 septembre 1989 à l'observatoire de Haute-Provence. Il présente une orbite caractérisée par un demi-grand axe de 2,69 UA, une excentricité de 0,199 et une inclinaison de 7,19° par rapport à l'écliptique.
Il fut nommé en hommage à Sébastien Le Prestre, Seigneur de Vauban (1633-1707), ingénieur, maréchal de France et stratège de génie dans la construction de fortifications militaires.

## Compléments